# Augustus De Morgan
Augustus De Morgan, škotski matematik, logik in filozof, * 27. junij 1806, Madura, Britanska Indija (sedaj Maduraj, Tamil Nadu, Indija), † 18. marec 1871, London, Anglija.

## Življenje in delo
Najpomembnejši so njegovi prispevki s področij matematične logike in algebre. Napisal je mnogo učbenikov in člankov o analizi in simbolni logiki, na primer Formalna logika (1847) in Trigonometrija in dvojna algebra (Trigonometry and double algebra) (1849). Pri 22. letih je postal profesor na londonskem Univerzitetnem kolidžu in leta 1865 pomagal ustanoviti londonsko matematično društvo.
Dokazal je pomemben rezultat, da sta presek in unija množic dualna pod komplementom. Na primer v teoriji množic za dve množici A in B:
(A {\displaystyle \cup } B)C = AC {\displaystyle \cap } BC
(A {\displaystyle \cap } B)C = AC {\displaystyle \cup } BC,
kjer je z AC označen komplement množice A glede na univerzalno množico. To sta De Morganova zakona za teorijo množic.
De Morgan se je vedno zanimal za čudna številska dejstva in leta 1864 je opazil, da je bil leta 1849 star 43 let, oziroma je bil star x let v letu x2. Kdorkoli rojen v letu 1980 bo lahko leta 2025 trdil enako, ko bo star 45 let.